# Pápadereske
Pápadereske est un village et une commune du comitat de Veszprém en Hongrie.